# عبد الرحمن العوضي (لاعب كرة قدم)
عبد الرحمن العوضي، لاعب كرة قدم كويتي. لعب مع نادي خيطان في فرق الناشئين، وبعدها انتقل إلى نادي الكويت.
قال نادي القادسية الكويتي بأنه قد يطلبه في صفقة اللاعب عبد الله الظفيري لاعب نادي القادسية. شارك مع منتخب الكويت الأولمبي لكرة القدم في عام 2007.